# 269
El 269 (CCLXIX) fou un any comú començat en divendres del calendari julià. En aquell temps, era conegut com a any del consolat de Claudi i Patern (o, més rarament, any 1022 ab urbe condita). L'ús del nom «269» per referir-se a aquest any es remunta a l'alta edat mitjana, quan el sistema Anno Domini esdevingué el mètode de numeració dels anys més comú a Europa.

## Esdeveniments
- Egipte: incendi parcial de la biblioteca d'Alexandria durant una incursió de Zabdes, general sirià de Zenòbia.
- Primera Bagauda